# Xã Rush, Quận Susquehanna, Pennsylvania
Xã Rush (tiếng Anh: Rush Township) là một xã thuộc quận Susquehanna, tiểu bang Pennsylvania, Hoa Kỳ. Năm 2010, dân số của xã này là 1.267 người.